# Một vài ý nghĩ về thơ
Một vài ý nghĩ về thơ là một bài tiểu luận có tính chất tuyên ngôn của nhà thơ Văn Cao về con đường phát triển và vai trò của thơ hiện đại ở Việt Nam. Bài tiểu luận được ông viết năm 1957.

## Nội dung
Trong Một vài ý nghĩ về thơ, Văn Cao nêu ra một vài quan điểm của ông về phương hướng phát triển của thơ Việt Nam hiện đại, đặc biệt sau thời kỳ Phong trào Thơ mới đã kết thúc sứ mệnh lịch sử mở đường của nó: “Chúng ta đã đi qua một thời kỳ dài thiên về cảm xúc và một thời kỳ cảm giác. Cái thời kỳ thiên về tư tưởng có phải đang bắt đầu không?”
Tuy nhiên những quan điểm của Văn Cao ở thời điểm đó (nửa cuối thập niên 1950) đã gặp phải không ít những bất đồng, thậm chí chỉ trích, dù công khai hay không công khai. Xuân Diệu (một trong những nhân vật có thế lực nhất của đời sống văn nghệ miền Bắc khi đó bên cạnh những người như Tố Hữu, Huy Cận và Nguyễn Đình Thi) có thể là người công khai chỉ trích Văn Cao kịch liệt nhất. Điều này góp phần tác động không nhỏ đến phần sự nghiệp văn nghệ về sau (đặc biệt là giai đoạn 1956-1986) của Văn Cao. Ông bị nhóm chống đối Nhân Văn - Giai Phẩm cách ly khỏi những hoạt động chính thức ở những cơ quan văn nghệ có uy tín của Nhà nước Việt Nam trong gần 30 năm.

## Một số câu nói đáng nhớ trong bài viết
- Người ta yêu những người cố mở đường mà thất bại, yêu những người biết thất bại mà dám mở đường… Hôm nay, con đường lớn nhất của chúng ta là mở cho tất cả những giấc mơ, những khát vọng thuộc về sự sáng tạo của con người tự do phát triển bay đi xe mật về ổ. Mở cho những giấc mơ, những khát vọng tự do phát triển bao nhiêu là tập trung tất cả giấc mơ và khát vọng của con người làm thành mũi nhọn kéo lê đi phía sau cái thực tế chậm chạp.
- Cái mới đâu phải là những cái không sẵn có. Sự làm mới những cái sẵn có cũng là một phương pháp sáng tạo.
- Một trong những hướng xây dựng nhân vật là đào tạo cho xã hội những người biết khai thác, khám phá, phân tích thực tế và mở đường cho tương lai.
- Cuộc đời và nghệ thuật của nhà thơ phải là những dòng sông lớn càng trôi càng thay đổi, càng trôi càng mở rộng.